# Pochazia aurulenta
Pochazia aurulenta är en insektsart som beskrevs av William Lucas Distant 1909. Pochazia aurulenta ingår i släktet Pochazia och familjen Ricaniidae. Inga underarter finns listade i Catalogue of Life.